# Большеустьікінська сільська рада
Бо́льшеу́стьі́кінська сільська рада (рос. Большеустьикинский сельский совет) — муніципальне утворення у складі Мечетлінського району Башкортостану, Росія. Адміністративний центр — село Большеустьікінське.

## Населення
Населення — 9357 осіб (2019, 9852 в 2010, 9634 в 2002).

## Склад
До складу поселення входять такі населені пункти:
| Населений пункт          | Населення, осіб (2002) | Населення, осіб (2010) |
| ------------------------ | ---------------------- | ---------------------- |
| Азікеєво, присілок       | 750                    | 684                    |
| Большеустьікінське, село | 7557                   | 7839                   |
| Новомуслюмово, село      | 1072                   | 1063                   |
| Сальзігутово, присілок   | 255                    | 266                    |